# Rockford, Minnesota
Rockford là một thành phố thuộc quận Wright, tiểu bang Minnesota, Hoa Kỳ. Năm 2010, dân số của thành phố này là 4316 người.

## Dân số
- Dân số năm 2000: 3484 người.
- Dân số năm 2010: 4316 người.